# Acario Cotapos
Acario Cotapos "Baeza" (født 30. april 1889 i Valdivia - død 22. november 1969 i Santiago de Chile, Chile) var en chilensk komponist, pianist, sekretær og fagotist.
Cotapos var í starten selvlært som komponist, men tog til New York, hvor han begyndte at studere komposition og socialisere med Aaron Copland, Edgar Varese, Henry Cowell, Ernst Bloch og Darius Milhaud. Han boede og levede også som freelance komponist i Paris og Madrid (1927) , hvor han skrev en del af sin væsentlige værker. Han har skrevet en symfoni, orkesterværker, kammermusik, klaverstykker, vokalmusik, strygerkvartetter etc. Copatos vendte hjem til Chile (1940) og blev sekretær på det Nationale Musikkonservatorium i Santiago. Han fik tildelt den Nationale KunstPris i Chile (1960). Han var avantgarde komponist.

## Udvalgte værker
- Symfoni "Den spottende fugl" (1950) - for orkester
- 3 Symfoniske satser (?) - for orkester
- "Menneskets ensomhed" (1930) - for orkester
- "Dionysios" strygerkvartet (ca. 1925)